# Reichendorf
Reichendorf ist eine Katastralgemeinde, Ortschaft und ehemalige Gemeinde mit 586 Einwohnern (Stand: 1. Jänner 2024) in der Oststeiermark. Im Rahmen der Gemeindestrukturreform in der Steiermark ist sie seit 2015 mit den Gemeinden Kulm bei Weiz und Pischelsdorf zusammengeschlossen,
die neue Gemeinde führt den Namen Marktgemeinde Pischelsdorf am Kulm.
Grundlage dafür ist das Steiermärkische Gemeindestrukturreformgesetz – StGsrG.
Eine Beschwerde, die von der Gemeinde Reichendorf gegen die Zusammenlegung beim Verfassungsgerichtshof eingebracht wurde, war nicht erfolgreich.

## Geografie
Einzige Katastralgemeinde ist Reichendorf.

## Politik
Bürgermeister war Rupert Prem. Der Gemeinderat setzte sich nach den Wahlen von 2010 wie folgt zusammen: 7 ÖVP, 2 FPÖ.

### Wappen

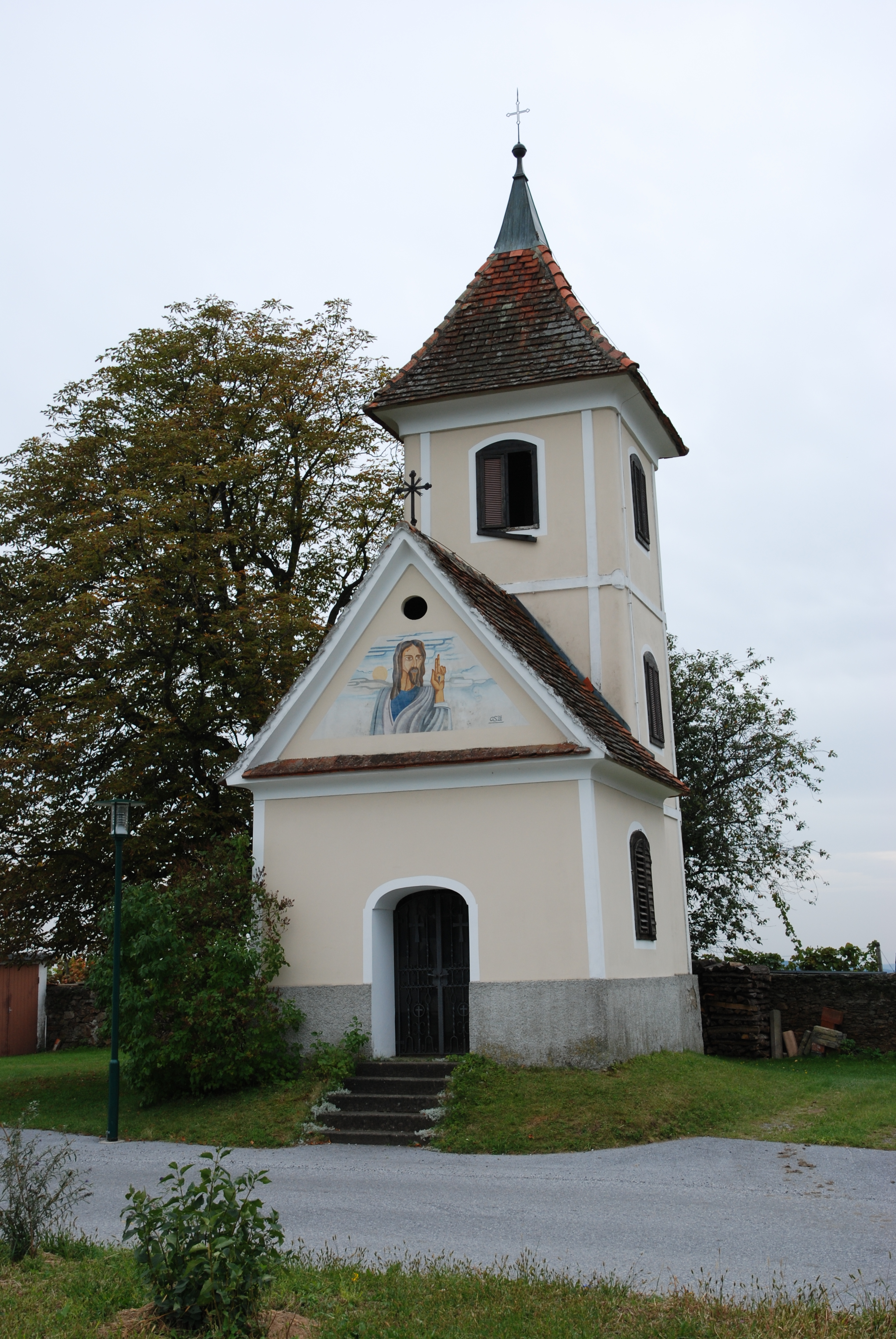
Kapelle Reichendorf

Die Verleihung des Gemeindewappens erfolgte mit Wirkung vom 1. Juni 1999.

Blasonierung (Wappenbeschreibung):
„Im blauen Schild aus den Winkeln und dem Fuß drei goldene Weinreben hereinbrechend, die Trauben mit einer gemeinsamen Beere, die untere Rebe mit vier, die beiden oberen mit je zwei Blättern, bewinkelt von goldenen Sternen.“

## Kultur und Sehenswürdigkeiten

### Sport
Reichendorf verfügt über einen Tennisplatz mit zwei Spielfeldern, einen Fußballplatz und einen kleinen Skaterplatz.
Sehr beliebt sind die vielen Wander- und Mountainbikestrecken, die über verschiedenste Terrains führen.